# Franchisehandbuch
Ein Franchisehandbuch dient dazu, die grundsätzlichen Abläufe eines Franchisebetriebes zu dokumentieren.
Um zu verhindern, dass Franchisenetzwerke bezüglich z. B. Preisabsprachen kartellrechtlich abgemahnt werden können, sind Franchisegeber verpflichtet ihr Geschäfts-Know-how an einem Ort zu sammeln und zu strukturieren und dieses Wissen dem (zukünftigen) Franchisepartner zur Verfügung zu stellen. Dieses Vorgehen wird in der Europäischen Gruppenfreistellungsverordnung geregelt. Es ist nicht zwingend notwendig ein „Handbuch“ zu erstellen. Allerdings muss das Wissen so aufbereitet sein, dass ein Franchisepartner, der auf der Grundlage dieses Geschäftsmodells eine Existenz aufbaut, dies auch erfolgreich über die Laufzeit des Franchisevertrages tun kann. In der Praxis hat sich die Wissensvermittlung in Form eines Franchisehandbuchs durchgesetzt.
In der Praxis finden sich auch die Begriffe „Franchise Wiki“, „Partnerhandbuch“, „Betriebshandbuch“. Letztendlich haben alle dieselbe Bedeutung. Im Kern geht es um die Sammlung von Richtlinien und Empfehlungen eines Franchisegebers, in denen er per Text, Video und Bildern detailliert aufzeigt, wie ein Franchisepartner seinen Systembetrieb zu führen hat. Damit sollen die Einhaltung von Qualitätsstandards und eine Wiedererkennung der Franchise-Marke an jedem einzelnen Franchisestandort sichergestellt werden. Das Franchisehandbuch ist die Bedienungsanleitung für ein Franchisepartner-Unternehmen.
Um die Einhaltung der Qualitätsstandards in seinem Franchisesystem aufrechtzuerhalten, muss ein Franchisegeber sein Franchisehandbuch regelmäßig aktualisieren. Dies ist vor allem einzuhalten, wenn Prozesse und Strukturen angepasst werden, die für den Erfolg eines Franchisepartner-Betriebes wichtig sind. Das Franchisehandbuch ist die Grundlage dafür, dass alle (auch die zukünftigen) Franchisepartner wissen, was zu tun ist, was erlaubt ist, wie etwas im Tagesgeschäft gemacht wird und vor allem, wie nicht.

## Inhalt
Damit ein Franchisepartner ein erfolgreicher Unternehmer mit einem Franchisekonzept werden kann, müssen ihm vor allem die Prozesse für die auszuführende Dienstleistung, den Umgang mit dem Kunden und alles was mit dem Bezug von Waren, dem Führen von Mitarbeitern und den durchzuführenden Marketingmaßnahmen zur Gewinnung von Kunden zu tun hat im Detail vermittelt werden.
Ob in Textform, mithilfe von Prozesscharts, Bildern und Grafiken oder im Videoformat – alles ist erlaubt, solange es verständlich vermittelt, worauf in der täglichen Praxis zu achten ist, um die Qualitätsstandards und den Wiedererkennungswert der Franchisemarke nicht zu verwässern.
Ein potenzieller Franchisepartner sollte lokal und regional an seinem Standort gut vernetzt sein. Es ist wichtig in einem Franchisehandbuch die Prozesse in einem Franchisebetrieb genau zu erläutern. Noch wichtiger ist die Vermittlung von bewährten Marketing- und Kundengewinnungsmaßnahmen, die der Franchisegeber in den letzten Jahren erfolgreich in seinem Pilotbetrieb getestet hat.
Bei der Handbucherstellung unterscheiden Franchisegeber zwischen Richtlinien und Empfehlungen. In Bezug auf verbindliche Systemvorgaben im Handbuch muss beachtet werden, dass der Franchisepartner in seiner unternehmerischen Selbstständigkeit nicht beeinträchtigt wird.

## Gliederung
Ein Franchisehandbuch gliedert sich entweder in die klassischen Prozesse
- Managementprozesse
- Kernprozesse
- unterstützende Prozesse

oder es wird im Hinblick auf die unternehmerische Haupttätigkeit eines Franchisepartner unterteilt in:
- Kundengewinnung
- Kundenbedienung
- Kundenbindung.

Flankiert werden diese Gliederungspunkte von der Beschreibung des Geschäftsmodells. Erläuterungen in Bild, Text und Videoform der angebotenen Dienstleistungen und Produkte, Marktanalysen und Zielgruppen, die Hervorhebung des Alleinstellungsmerkmals sowie ein Einblick in die Vision und die Ziele des Franchisegebers bilden eine gute Einführung in die Geschäfts-Know-how-Sammlung eines Franchisekonzeptes.
Herzstück der Know-how-Vermittlung an Franchisenehmer durch das Franchisehandbuch ist die detaillierte Beschreibung der Prozesse in einem Franchisenehmerbetrieb. In Anlehnung an den Pilotbetrieb des Franchisegebers werden einzelne Arbeitsschritte der zu erbringenden Dienstleistung und damit einhergehend der Umgang mit dem Kunden im Detail beschrieben. Plant der Franchisegeber das Franchisehandbuch auch als Schulungssystem für seine Partner und deren Mitarbeiter zu nutzen, bieten sich Videos zur Wissensvermittlung in einem Handbuch an.
Abgerundet wird ein Franchisehandbuch mit dem Ausformulieren der beidseitigen Rechte und Pflichten zwischen Franchisegeber und Partner und dem Downloadcenter (in Ergänzung zum Franchisevertrag), welches sämtliche Formulare, Checklisten und Musterverträge in der aktuellen Form enthält.

## Rechtliche Aspekte
Bei den Regelungen im Franchisehandbuch handelt es sich um die Allgemeinen Geschäftsbedingungen des Franchisegebers. Regelungen im Franchisehandbuch müssen somit klar und verständlich sein (Transparenzgebot). Einzelne Klauseln im Handbuch dürfen den Franchisepartner nicht unangemessen benachteiligen. Bei Verstoß gegen AGB-rechtliche Anforderungen ist die betroffene Regelung im Handbuch unwirksam und fällt weg.
Ergänzend dazu wird im Franchisevertrag die Basis der partnerschaftlichen Zusammenarbeit vereinbart. Der Franchisevertrag wird von spezialisierten Anwälten ausgearbeitet. In ihm sind die gegenseitigen Rechte und Pflichten der Vertragspartner geregelt. Die detaillierte Ausgestaltung der vereinbarten Leistungen wird in das Franchisehandbuch ausgelagert. Dadurch wird einerseits der recht umfangreiche Franchisevertrag nicht unnötig aufgebläht. Und andererseits kann das Handbuch vom Franchisegeber und seinen Mitarbeitern an neue Erkenntnisse und bei der Optimierung von Geschäftsprozessen jederzeit angepasst werden.
Ein gut ausgestalteter Franchisevertrag sollte diese Wechselwirkung stets berücksichtigen, sodass der Franchisenehmer stets ein vollständiges Franchisehandbuch in den Händen hält.